# کمان (هندسه)

ناحیهٔ سبزرنگ در نگاره، قطاع دایره نام دارد و لبهٔ خمیده شکل آن که طولی برابر با L دارد کمان دایره نامیده می‌شود.

در هندسه، یک کمان بخشی از یک خم مشتق‌پذیر در صفحهٔ دو بعدی است. برای نمونه یک کمان دایره‌ای (کمان مستدیر)، بخشی از پیرامون یک دایره است. اگر کمان بخشی از یک دایرهٔ بزرگ (دایره عظیمه) یا بیضی بزرگ (بیضی عظیمه) باشد آن را کمان بزرگ (کمان عظیمه) می‌نامیم.

## طول کمان
کمانی از دایره به شعاع {\displaystyle r} که زاویه‌ای مرکزی به نام {\displaystyle \theta \,\!} را دربر می‌گیرد (به رادیان) به این معنی که اضلاع زاویه شعاع‌هایی از دایره‌اند، در این صورت طول آن کمان برابر با {\displaystyle \theta r\,\!} خواهد بود. دلیل این مطلب عبارت است از:
{\displaystyle {\frac {L}{\mathrm {circumference} }}={\frac {\theta }{2\pi }}.\,\!}
پس از جایگذاری مقدار محیط دایره خواهیم داشت:
{\displaystyle {\frac {L}{2\pi r}}={\frac {\theta }{2\pi }},\,\!}
مقدار {\displaystyle L} نسبت به {\displaystyle \theta \,\!} این گونه به دست می‌آید:
{\displaystyle L=\theta r.\,\!}
اگر زاویه‌ای {\displaystyle \alpha } درجه باشد مقدار آن به رادیان خواهد بود:
{\displaystyle \theta ={\frac {\alpha }{180}}\pi ,\,\!}
پس طول کمان می‌شود:
{\displaystyle L={\frac {\alpha \pi r}{180}}.\,\!}
راه دیگر بدست آوردن طول یک کمان دایره ای این است که دو سر آن کمان را به مرکز دایره وصل کنیم و زاویهٔ تولید شده در مرکز دایره را اندازه بگیریم، نسبت زاویهٔ تولید شده به °۳۶۰ برابر است با نسبت طول کمان به پیرامون دایره. برای نمونه اگر زاویهٔ تولید شده ۶۰ درجه باشد و محیط دایره ۲۴ سانتی‌متر، طول کمان خواهد شد:
60/360=L/24
360L=1440
L=4cm

## سطح کمان
سطح میان یک کمان و مرکز دایره عبارت است از:
{\displaystyle A={\frac {1}{2}}r^{2}\theta .}
نسبت سطح:{\displaystyle A} به سطح کل دایره برابر است با نسبت زاویهٔ {\displaystyle \theta } به زاویهٔ کل دایره:
{\displaystyle {\frac {A}{\pi r^{2}}}={\frac {\theta }{2\pi }}.}
{\displaystyle \pi } از دو طرف تساوی ساده می‌شود آنگاه:
{\displaystyle {\frac {A}{r^{2}}}={\frac {\theta }{2}}.}
دو طرف تساوی را در {\displaystyle \ r^{2}} ضرب می‌کنیم:
{\displaystyle A={\frac {1}{2}}r^{2}\theta .}
اگر زاویه بجای رادیان به درجه داده شده بود، سطح کمان آن می‌شد:
{\displaystyle A={\frac {\alpha }{360}}\pi r^{2}.}

## مساحت قطاع منحنی کمان
برای آگاهی بیشتر مقالهٔ قطاع دایره را نگاه کنید.
سطح میان کمان دایره و پاره خط رسانندهٔ دو سر کمان به یکدیگر عبارت است از:
{\displaystyle {\frac {1}{2}}r^{2}(\theta -\sin {\theta }).}
برای بدست آوردن سطح قطاع دایره باید مساحت مثلث تولید شده در مرکز دایره (با ضلع‌های شعاع دایره) را از مساحت کمان که در بالا توضیح داده شد کم کنیم.

## شعاع کمان
با استفاده از نظریهٔ سکانت - تانژانت یا توان یک نقطه می‌توان شعاع {\displaystyle r} یک دایره را با استفاده از درازای {\displaystyle H} و پهنای {\displaystyle W} یکی از کمان‌های آن به صورت زیر بدست آورد:
{\displaystyle r={\frac {W^{2}}{8H}}+{\frac {H}{2}}}